# One Possible Option
One Possible Option hrvatski je alternativni rock sastav osnovan u Rijeci 2011. godine kojeg čine Deni Kasapović (vokal, gitara), Zdravko Kasapović Pigi (bas / gitara) te Dejan Adamović Deva (bubnjevi).

## Biografija

#### Osnivanje (2008. – 2011.)
Početke sastava nalazimo u zadnjoj postavi još jednog riječkog rock sastava The Stuff. Zdravko Kasapović, današnji gitarist sastava One Possible Option bio je pjevač i gitarist grupe The Stuff koja je bila aktivna od 1988.(prvo pod imenom Deborah) do 2007. godine. The Stuff je imao tri izdanja iza sebe Majmunske sjene (1994. T.R.I.P. / Croatia Records), Znoj (1997. Kondorcomm), te Pare?! Ili život!! (2002. samoizdan). Prije no što The Stuff prekida s radom, postavu benda uz tadašnjeg pjevača Dragana Parmaća čini i ostatak prve postave benda One Possible Option.
U želji za promjenom The Stuff prestaje s radom, te par godina kasnije uz prve demosnimke nastaje novi projekt s Dejanom Adamovićem na bubnju (ex-Yars, Mayflower, Grad, Very Expensive Porno Movie), Edvinom Nađom na bas gitari, Zdravkom Kasapovićem na gitari, te njegovim sinom Denijem Kasapovićem kao vokalom i gitaristom.

#### Formativne godine benda te prva izdanja i koncerti (2011. – 2016.)
Iako su u nekoliko navrata svirali pod raznim imenima (nakratko i pod imenom The Channel), 2011. riječki sastav uzima ime One Possible Option, snima prvi demo album Hey You kojeg dijele na koncertima, te u naredne dvije godine svira koncerte u Hrvatskoj, Sloveniji, Italiji, Austriji, Njemačkoj i Švicarskoj. To rezultira objavljivanjem prvog Ep-a My Name is Uncreature 2013. godine za njemačku diskografsku kuću Setalight Records / Kulturkatze, koji također izlazi kao dio split izdanja s njemačkim stoner rock sastavom Samavayo. Godine 2014. izlazi Ep pod imenom "I", ovaj put kao besplatan download na stranici Bandcamp. 

#### Ponovno aktiviranje grupe i album "No King" (2017. – 2021.)
Nakon skoro dvogodišnje stanke, bend 2017. nastavlja s radom fokusirajući se na snimanje prvog punog albuma No King u vlastitom studiju, tako si dajući vremena u radu na pjesmama i definiranju zvuka benda.
Zgotovljujući materijal 2019., sastav započinje kratku seriju koncerata po zemlji koja kulminira pobjedom na natjecanju InMusic Festivala, te nastupom na glavnoj pozornici završnog dana festivala uz LP i The Cure, nedugo zatim, početkom 2020.godine One Possible Option potpisuje ugovor za Croatia Records.
Sredinom 2020. izlaze i prvi singlovi "All We Do Today" i "Erase", te krajem ljeta i album No King koji je uz zabilježene recenzije svoje mjesto dobio i u relevantnim listama najboljih izdanja 2020-e u časopisima poput Nacionala, Slobodne Dalmacije, Novog Lista, Glasa Slavonije te portala Ravnododna.com. Album je također zaradio i mnoštvo nominacija (Rock&Off - Izvođač godine, Ri Rock – singl, album, izvođač, spot x2, omot, Sound Report – Rock Zvijer Godine & Album Godine),  a i četiri nagrade: Ri Rock Kipić za izvođača godine te singl godine ''Ivica Vrkić'', Music Pub nagradu Hrvatskog radija za najbolju novu grupu, te album godine po glasovima publike na portalu SoundReport.
Drugi album "Eter" i prelazak na hrvatski jezik (2022. – danas)
Početkom 2022. godine bend kreće s ozbiljnijim radom na novom albumu, te ga najavljuje prvim singlom "This Is Broken" u rujnu iste godine, te singlovima "Earth INC." i "Honesty Is Everything" u 2023. godini, dok u proljeće 2024. One Possible Option objavljuju svoju prvu pjesmu na hrvatskom jeziku, ujedno i naslovnu pjesmu albuma "Eter" koji izlazi 14. svibnja iste godine na vinilu te platformama za streaming. Album "Eter" odmah po izlasku skuplja odlične kritike, te se našao i na listama najboljih izdanja 2024. Bend je pak nominiran u tri kategorije: "Pjesma godine", "Rock&Off izvođač godine" te "Iskonova nagrada publike", na sedmoj dodjeli Rock&Off nagrada.

## Diskografija

#### Studijski albumi
- No King (2020.) (Croatia Records)[26]
- Eter (2024.) (Croatia Records)[27]

#### EP-ovi
- My Name is Uncreature (2013.) (Setalight Records / Spona)
- I (2014.) (OSAmedia)